# ロロナのアトリエ 〜アーランドの錬金術士〜
『ロロナのアトリエ 〜アーランドの錬金術士〜』（ロロナのアトリエ アーランドのれんきんじゅつし）は、ガストより2009年6月25日に発売されたPlayStation 3用ロールプレイングゲーム。アメリカでは同年9月28日、ヨーロッパでは2010年10月22日に発売された。「アトリエシリーズ」の11作目（外伝的作品を除く）であり、A11の通し番号を振られている。キャラクターデザインはイラストレーターの岸田メルが担当している。また、本作からは、これまでのガスト作品で長らくプランナーとしてサブイベントを担当してきた岡村佳人がディレクターを務めている。
リメイク作品として『新・ロロナのアトリエ はじまりの物語〜アーランドの錬金術士〜』（しん・ロロナのアトリエ はじまりのものがたり アーランドのれんきんじゅつし、以下『新・ロロナ』）が制作され、PlayStation 3版とPlayStation Vitaが2013年11月21日に、ニンテンドー3DS版が2015年6月4日に発売された。
また、PlayStation 4とNintendo Switch用のソフトとして、『ロロナのアトリエ 〜アーランドの錬金術士〜 DX』と、続編の『2』『3』を含んだセット『アトリエ 〜アーランドの錬金術士1・2・3〜 DX』が2018年9月20日に発売された。その後、Steam版が2018年12月4日に発売された。

## ゲームシステム
DS版の原点回帰をさらに押し進めた、「旧作と新作のいいとこ取り」をテーマとして作成されたシリーズ通算11作目の作品で、プレイステーション3参入第一作。『マリーのアトリエ 〜ザールブルグの錬金術士〜』等の旧作の「アトリエの経営と錬金術師としての成長」という要素のみを残し、そこに前作『マナケミア 〜学園の錬金術士たち〜』の「短く区切られた期間内での課題達成」という要素を加える事で、「懐かしくもあるが目新しい」という目標を達成している。
本作ではアトリエシリーズとしては初めて、フィールド上のキャラクターの描画に3Dモデルが用いられており、2Dグラフィックは撤廃されている。原作版ではキャラクターがデフォルメされていたが、『新・ロロナ』では以後のシリーズ同様に等身大にブラッシュアップされた。また3DS版では町や人物・モンスターを含む全てのグラフィックを原作以上にデフォルメしたものに変更となった。
以下では個別のシステムについて説明する。

### クエスト
フロントクエスト
王宮受付のエスティから受けられる町の人々からの依頼。評判に影響する。リメイク版では次回作、次々回作同様に、全く見知らぬアイテムが依頼リストに載る事が無くなりこなしやすくなった。
フレンドクエスト
特定の人物から受けられる依頼。そのキャラとの交友値に影響する。リメイク版ではメルルのアトリエ同様、受付で受けられる仕様に変更され、報酬と交友値の両方が上昇するようになった。
王国依頼
定期的に国から出される依頼。期限までに毎回ステルクに報告する。基本は納品依頼だが、一つだけモンスターの討伐依頼がある。納品依頼は期限内であれば何個でも品物を渡せる。
一定の評価を得られればよいが、それを下回る評価となった場合は、それまでの評価内容とは無関係に、その時点で「アストリッドと共に国を去る」BADENDとなる（これにより獲得可能なトロフィーも存在する為、トロフィーを全獲得するにはこのようなゲームオーバーも必須となる）。リメイク版では合格となった際、ステルクがそのように公言する為分かりやすくなった。
任意依頼
リメイク版で追加された依頼。必須ではなく、条件を満たした場合は受付でアイテムを交換するのに必要な「引換券」と交換が可能。
クエストは大きく以下に分類される。
調達クエスト
目的のアイテムを採取・調合して渡す。
討伐クエスト
特定のザコ敵を一定数倒す、等がある。

### 戦闘
シンボルエンカウント方式を採用。最大3人のターン制バトルとなっている。MPなどは存在しないため、スキルを使用する際はHPを消費するが、リメイクされた新・ロロナでは『メルルのアトリエPlus』のシステムをベースに改良を加えられている（MPの概念が復活している）。また、3DS版では戦闘フィールドのマス目に合わせてキャラクターを移動させ、攻撃スキルやアイテムの効果範囲内にいる敵にターゲットするシステムに変わった。
場の属性
パーティーメンバーがその時点で放った攻撃の属性によって、場の属性が変わり、同じ属性の攻撃が連続で使われることで、場の属性のレベルが上がっていく。これによりキャラクターの使用できる特殊攻撃のうち、最初は表示されていない、より強力な特殊攻撃が使用可能となる。
ただし、パーティーメンバーが場の属性と同一属性ではない攻撃を使用すると、逆に場の属性のレベルが下がってしまうため、パーティーメンバーの育て方等をよく考える必要がある。リメイク版では排除された。
ヘルプシステム
冒険に同行する仲間が主人公であるロロナを助けるシステム。画面に吹き出しが出たタイミングでR1かL1を押すことで、仲間がロロナの後に追加攻撃したり、敵の攻撃からロロナを庇ったりできる。
仲間がロロナ以外の仲間を助けたり、ロロナが仲間を助けたりすることは出来ない。

### 調合
グラムナートシリーズに似た、材料個別に従属属性があり完成品に影響するシステム。

### 装備調合
武器屋のハゲルにインゴットかクロースを渡し代金を払うことで武器、防具を調合。材料の従属属性が影響する。

## ストーリー
かつてアーランド王国に残された遺跡から科学を復活させた旅人が開いた錬金術のアトリエ。
しかし、創設から数百年を経た現在、アトリエの店主であるアストリッド・ゼクセスは働きもせず、ぐうたらしていた為、王国では遂にアトリエの閉鎖を決定する。
アストリッドの弟子ロロライナ・フリクセル（通称：ロロナ）は、師匠にして店主であるアストリッドの口車に乗せられて新店主に就任し、前店主である師匠に代わり、アトリエ存続の為の課題に挑むこととなる。以後アトリエを経営して師匠によって下げられた町の評判を回復しつつ、3年にわたって王国の出す課題を3か月に一度ずつクリアしていくことになる。
しかしそれは一度でも課題を果たせなければ即アトリエ閉鎖という、極めて厳しい内容であった。
〈延長戦〉
新・ロロナで追加されたストーリーで、エンディングを終えた後未来から飛ばされてきたトトリとメルルと出会い、2人が未来に帰れるようにアイテムを調合するため1年間延長して物語が進行する。
〈アストリッドのアトリエ〉
3DS版でさらに追加されたストーリーで、アストリッドとステルクのみを操作キャラとし、病気のロロナの両親を治すため生命の水を調合するストーリー。タイトル画面から選ぶ本編とは完全に別のゲームモードで、期間は7か月間。

## キャラクター
ロロナ / ロロライナ・フリクセル（Rororina Fryxell）
声 - 門脇舞以
本作の主人公。14歳。身長：148cm、O型。
新米錬金術士。幼い頃、アストリッドに流行病の両親を救ってもらいその治療代のカタとして、弟子入りさせられた。しかし弟子でありながら、今回の一件まで錬金術については何も教えられていなかった。趣味はパイ作りで、非常に得意だが時には錬金術で作ったアイテムを何でもパイにしてしまい、猛毒の暗黒水や賢者の石まで食べられるかどうかを問わずパイにする。
可愛いからという理由でアストリッドは弟子に取ったが、師匠の無茶振りと錬金術の入門書を与えられたのみでどんどん成長していき錬金術士としての才能は確か。
性格は明るいが、のんびり屋でおっとりしており、加えてお人好しで天然ボケな為、アストリッドを始め、周囲にからかわれたり騙されたりすることが多い。だが、アストリッド曰く「錬金術を修められるのは天才か馬鹿であり、ロロナはいい意味で馬鹿」。
人の名前を略して呼ぶ傾向がある。『新・ロロナ』では未来のアストリッドの発明で未来からやってきたトトリとメルルと出会い、彼女達をもとの時代に戻すため、協力する。
「ネルケと伝説の錬金術士たち」では、伝説の錬金術士の一人として、後のアーランドシリーズの主人公達や他のシリーズの主人公達と共に本作の姿で登場。

### アトリエの関係者
アストリッド・ゼクセス（Astrid Zxes）
声 - 田中敦子
ロロナの師匠で、アトリエの前店主。26歳。身長：162cm、AB型。
幼少時から歴代屈指の天才錬金術士と王国にも実力を認められていたのだが、過去に起きた「ある事」をキッカケに、ここ何年も真面目に働こうともせず怠惰な日々を過ごしていた為に、町の住民の評判を落としてしまい、遂には国からアトリエ閉鎖を言い渡され、それでも面倒臭いとばかりに、さっさと店主の座を弟子のロロナに譲ってしまう。
少々気難しく気分屋。自分が面白いと思ったものにしか興味を示さない。ロロナとクーデリア達を弄る事を趣味とする、稀代のトラブルメーカー。
その性格と怠惰な仕事っぷりでロロナに怒られたり呆れられたりしているが、何だかんだで師匠と慕われている。
続編の『トトリのアトリエ』では登場はしないがある役割を果たす。更にリメイク版ではパーティーメンバーとしての使用も可能になった。
錬金術工房は代々その技術でアーランドの発展に寄与してきたのだが、アストリッドの師匠は錬金術の才能が乏しかった。自分達の役に立たないとわかった途端に城の人間は露骨に掌返しを行い工房の存在を疎み始める。心痛に苛む師匠を支えようと当時から才能を開花させていたアストリッドが街の人の依頼を代わりに引き受けていたのだが、それが逆に師匠と街の人の関わりまで絶ってしまう事になってしまう。やがて師匠は病に倒れ、失意の中でこの世を去ってしまったが、見舞いに訪れた人は数える程しかいなかった。これが原因でアストリッドは城と街の人達、すなわち「アーランドの為」に錬金術を使う事を拒否してしまう事になったが、師匠と街の人との関わりを絶ってしまった部分に関しては自分にも原因があると自覚している。当時の城の人間、特に師匠の一件に対処出来たはずのジオに対しては顔を合わせる度に露骨に棘のある言葉をぶつけている。
ホム（Hom）
声 - 井ノ上奈々（男）、宮崎羽衣（女）〈無印〉 / 結城アイラ（男）、彩乃羽由貴（女）〈新ロロナ〉
ロロナの従者。身長：142cm。この身長は背が低い事を気にしているクーデリアをからかうため、アストリッドがわざとクーデリアより少しだけ大きく作った。
寡黙で無表情だが、ロロナやアストリッドの命令には忠実に従い、そつなくこなす。幼い外見の割に、大人びた口調で話す。実はアストリッドが作り出した、世にも珍しいホムンクルスの成功例である。
なお、性別はホム誕生の少し前のイベントで選択可能であり、その際のロロナの回答によって決定される。アストリッドからロロナの弟（妹）となっているが、ホムはロロナを「マスター」と呼ぶ為、あまり姉弟（姉妹）という感じではない。運動能力と知能は、ロロナを遥かに上回るらしい。一人称は男女共に「ホム」。

### 同行者
クーデリア・フォン・フォイエルバッハ（Cuderia von Feuerbach）
声 - 喜多村英梨
ロロナの幼馴染。13歳。身長：139cm、AB型。
しっかり者で世話好きだが、怒りっぽい。あだ名はくーちゃん。アストリッドの事はよく思っておらず、彼女に良いようにされるロロナを見かね、その都度アストリッドに噛み付くのが日常となっている。背が低く、全く伸びない事に少々悩んでいる。貴族の令嬢で家はそれなりに裕福。小説版では、自分のことを「世俗にまみれてない純真無垢なお嬢様」だと発言するなどやや自己陶酔的な部分が出ている。また、リオネラやロロナのスタイルの良さを羨ましがる描写もあった。大した事のない依頼に大金の報酬を用意し、ロロナを指名するという助け舟を出している。しかし、結果的に街の人のロロナへの印象が悪くなる事に繋がり、それが原因でロロナと一時絶縁してしまうが、アストリッドの助けもあって無事に仲直り出来た。
フォイエルバッハ家の令嬢として見られる事を嫌っており、一人のクーデリアという人間として接してくれるロロナやリオネラとは親友同士。
彼女と他のパーティメンバーを初めて連れて外出する時は必ず会話イベントが発生する（リメイク版で加えられた新規キャラも同様）。
イクセル・ヤーン（Yksel Jahnn）
声 - 立花慎之介
ロロナやクーデリアと幼馴染の料理人。15歳。身長：164cm、A型。
あだ名はイクセくん。レストランの見習いという肩書きだが、実質的に店のほとんどは彼が切り盛りしている。ロロナには幼少の頃からよく手料理を振る舞っている。前向きで気さくな反面、勝気でもあり、特に料理の事となると途端に熱くなる。彼を仲間にして各地に赴く事で採取フラグが立つ素材がある為、そのイベントを起こさないといつまで経っても一部の材料が手に入らない状態が続く。
戦闘時はフライパンを武器に戦い、その辺の食材と得体の知れない何かの肉で手早く料理を作ってロロナに振舞った事もある。
リオネラ・エインセ（Lionela Heinze）
声 - 真堂圭
人形遣いの大道芸人。16歳。身長：153cm、A型。
あだ名はりおちゃん。金色のツインテールが特徴的な少女。自分の意思で喋る2匹の人形・ホロホロとアラーニャを持っている。
その衣装や仕事からは全く想像できない程の極度の人見知りかつシャイな性格で、それを直そうと大道芸を始めた。ロロナに財布を拾ってもらったことをきっかけに、依頼を出してくれたり、採取に同行したりしてくれるようになる。小説『ロロナのアトリエ　わたしのたからもの』では、メインキャラとしてロロナやクーデリアとの友情が描かれている。いわゆる本物の「魔法使い」であり、モンスターの大群に囲まれた際、ロロナと一緒に飛翔して安全な場所まで運ぶほどの力を見せている。彼女の異常なまでに臆病な性格はこの力を恐れられた過去を持っている事が原因。周囲の人、果ては両親にまで忌み嫌われ、逃げるように各地を放浪し、魔法を大道芸と偽り人形劇で生活費を稼ぎ、それが魔法だと気付かれそうになったらまた逃げるという生活を繰り返しアーランドへと辿り着いた。ホロホロとアラーニャの正体には気付いていなかったが、後に彼等の正体を知ることになった。バトルでは本人は攻撃せず、ホロホロとアラーニャが攻撃する。アラーニャは味方を回復させ、ホロホロは敵に氷属性のダメージを与えたりする。
ホロホロ
声 - あきやまかおる
リオネラが持つ、オスの黒猫の人形。小生意気で口が悪く、よくリオネラを泣かせている。一見すると生命があるかのように振舞っているが、その正体はリオネラの別人格が投影された物。魔法という力を持つが故に友達も出来なかったリオネラが孤独を紛らわせる為に無意識に人格を投影して魔法で動かしているが、会話自体はリオネラの腹話術によるもの。リオネラと違いホロホロ達は自分達の正体と事情を理解している。
アラーニャ
声 - 大垣理香
リオネラが持つ、メスの黄色い猫の人形。しっかり者でホロホロからリオネラを庇う事もあるが、説教臭い。ホロホロと同じくリオネラの別人格が投影されている。今のままではリオネラは前に進めないと考えており、またリオネラにロロナという信頼できる友達が出来た事により、自分達への依存を断ち切る為の芝居を打つ。結果として芝居は失敗してしまったが、結果的に自分達とリオネラとの絆を再確認する事になった。

ステルケンブルク・クラナッハ（Sterkenburg Cranach）
声 - 小杉十郎太
アーランド王国に仕える騎士。25歳。身長：185cm、A型。通称：ステルク。
アストリッドの幼馴染だが、それが理由にアトリエに閉鎖を告げる役割を担ったことで、相当に割を食う羽目になった。固い表情を怖がられ、生真面目で堅物だが、本来は面倒見が良く優しい性格。ジオは頻繁に放浪しては姿を消し、メリオダスからは何かに付け小言を貰い、エスティにはロロナとの関係をからかわれ、アストリッドには神経を逆撫でされたりと、作中きっての苦労人。タントリスとは会った瞬間にお互い「一生反りが合わない」と断言する程に仲が悪い。『ネルケと伝説の錬金術士たち』にも本作および『トトリのアトリエ』の姿で登場する。
タントリス（Tantoris）
声 - 近藤孝行
放浪の旅をする吟遊詩人。19歳。身長：174cm、B型。
あだ名はタントさん。女たらしで、ナンパ好きな軽い性格。飄々としているが、あまり本心を語ろうとしない。楽器演奏が得意で、動物すら魅了する程の腕前。本名は「トリスタン・オルコック」でメリオダスの息子。政には興味を持っておらず気ままに旅を続けていたが、アーランドへと帰ってきた際にロロナと知り合う事になった。彼女の必死の努力を見ている内に、父の跡を継いで今一度アーランドの為に働く事を決意する。家出をして放浪している理由は父が仕事に感けてあまり接してくれなかった為に、父の気を引きたい一心もあるとアストリッドに暴露された。
ジオ（Gio）
声 - 大塚明夫
楽隠居の紳士。46歳。身長：172cm、B型。
渋い外見の割に、気さくな性格。財布を忘れたまま買い物をしてしまったティファナの店でのやりとりを機にロロナと親しくなり、以後は採集活動の同行者となってくれる。正体はアーランド王国第十三代国王「ルードヴィック・ジオバンニ・アーランド」。政務を積極的に行わないのは、彼なりにメリオダスを含めた臣下を信頼している事と、民にとって王は不要である方が良いという考えによる物。幼少の頃から剣技を嗜んでいたおかげで実力はアーランドで最強クラスになっており、実力の高さ故に護衛も付けずに城を抜け出しては放浪している為、ステルクに見つかる度に説教を喰らっている。普段は紳士のように柔らかい物腰だが、一度火が付くと自分の主張を曲げずに押し通そうとしたり、何をするかろくに説明もせずにロロナを強引に連れ回すと言った視野狭窄な面が玉に瑕。
その紳士的な振る舞いと渋い整った顔立ちにクーデリアは魅了され、採取で同行する時に「ジオ様」と呼んで慕っている。

### ショップ経営者
ティファナ・ヒルデブランド（Tifana Hildebrand）
声 - 大垣理香
雑貨店を営む未亡人。23歳。身長：159cm、O型。
元は夫婦で経営していたが、夫の死後も一人で雑貨屋の経営を続けており、出待ちする客がいる程男性からの人気は高い。作中において、数少ない常識人に見えるがエスティやアストリッドとは友人らしく、よく酒を飲み、酒乱の本性を露にし、ロロナのような美少女を襲っている。
しかも酔っていた時の記憶はすっかり失くしてしまい、作中では朝になって泣いているエスティと一緒にベッドに入っていた所で目を覚ましたが、何も覚えていないかった。
ハゲル・ボールドネス（Haggel Baldness）
声 - 立木文彦
武器屋の名物親父。39歳。身長：190cm、A型。
材料の持ち込みを条件に、格安でロロナ達の装備を製作してくれる恩人。頼りがいのある人物だが、夜中密かに少女趣味の服をデザインしている。その名前の通り頭は禿げである。作中、ロロナを「嬢ちゃん」と呼んでいるが続編の『トトリのアトリエ』では、名前を正確に覚えていないことが判明した。
アトリエシリーズにはたびたび登場している人物で、『エターナルマナ2』、『グランファンタズム』、『マナケミア』にも同特徴、同名のキャラクターが登場しているほか、立木のキャスティングも「ザールブルグシリーズ」に登場する同特徴の人物を意識したものとなっている。ただし同一人物であるのかスター・システム的な登場であるのかは不明。
パメラ・イービス（Pamela Ibis）
声 - 谷井あすか
ロロナが拾ってきたクマのぬいぐるみに憑いていた幽霊。外見年齢は、17歳。身長：148cm（推定）、O型（推定）。
のんびり屋だが、退屈になると途端に我侭になる。
旧作の「アトリエシリーズ」にも登場している。同一人物であるのかスター・システム的な登場であるのかは不明。

### その他
メリオダス・オルコック（Meriodus Alcock）
声 - 石井康嗣
アーランド王国の大臣。48歳。身長：168cm、AB型。
アトリエ閉鎖を提案した張本人で、その跡地を工業地帯として再開発するという政策を目指している。妻を亡くしてから男手一つで息子を育てたが仕事に感けてあまり構ってやれなかった後悔がある。一度思い込むと視野が狭くなり、事が思い通りに進まないと癇癪を起こす。だが、絶対悪というわけではなく、有能かつ心から国を思い、国のために全力を尽くす優れた大臣でもある。職務を放棄して放浪する国王や息子のトリスタンが協力的ではない事が強引に政策を推し進める一因でもある。
エスティ・エアハルト（Esti Erhard）
声 - 佐藤利奈
王宮の受付嬢。街の住人からのお願いや苦情に対応している。26歳。
後輩騎士であるステルクが敵わないのは当然の事だが、国王や大臣でも敵わないと思える節がある。受付嬢という役職から想像出来ないほどに実力はかなり高く、戦闘では目にも留まらぬ高速剣技で敵を切り刻み、敵を翻弄する身体能力で活躍する。異性との出会いを渇望しているが運が悪いのか縁がないのか、さっぱり上手くいかない。とあるエンディングでは確かな効力を発揮するはずのロロナの香水を使ってパーティーに参加したが全く相手にされてなかった。リメイク版では前述のようにパーティーメンバーとして同行させる事が可能となった。基本的にはメルルのアトリエの物と同様だが、前作の通常スキルがアドバンススキルになっており、またアドバンススキルと通常攻撃以外は範囲技が無くなった。
次作『トトリのアトリエ』に登場するフィリー・エアハルトは彼女の妹。
コオル・デューラ（Cole Durer）
声 - あきやまかおる
行商人をしている少年。8歳。
ロロナよりかなり年下だが、ロロナがあまりに天然なため、2人で話をしているとどちらが年上か分からないほどしっかりしている。生意気で口が悪い面もあり、アストリッドとは馬が合わない。閑古鳥が鳴いていたパメラの店の欠点と利点を指摘し、あっという間に立て直す等、商売に関しては確かな才能がある。
ライアン・フリクセル（Ryan Fryxell）
ロロナの父親。年の割に子供っぽい面が目立つ性格で、落ち着きが無い。35歳。旅行から帰って来てはティファナの店に入り浸っている節があり、その事をロロナから指摘を受けたが、子供の言い訳にもなっていない開き直りを見せた。
ロウラ・フリクセル（Raura Fryxell）
ロロナの母親。娘に輪をかけて天然な部分がある。33歳。旅慣れているので力持ち。そのため、怒らせると怖い。

## 主題歌
オープニングテーマ「Falling, The Star Light」
歌 - 山本美禰子
エンディングテーマ「不思議なレシピ」
歌 - 古原奈々

## スタッフ
- プロデューサー - 井上忠信
- ディレクター - 岡村佳人
- シナリオ - 鈴木俊行
- キャラクターデザイン - 岸田メル
- 作曲 - 中河健

## 不具合
ゲーム中にフリーズする等のネット上での書き込みがあったり、動画サイトでエンディングムービーの途中で全く関係ない画面が出てくるバグ動画がアップされ不具合が指摘された。
2009年7月3日、公式サイトにて不具合を認め、現在対応中と発表。バグ報告をユーザーから公募。
2009年9月17日、判明した不具合の一部を修正したファイル (ver 1.01) が配信された。現行バージョンはver1.03だがバグは未だに多い。フリーズに関しては現在でも修正不可の状態。
最初期版は特に多くのバグがあり、発売から2か月後の9月になってから公開された修正パッチが公開されている。

## アプリ作品
スマートフォン用ゲームアプリ『アトリエ クエストボード』が2014年10月17日より配信された。基本無料のアイテム課金制。主に『ロロナのアトリエ』をベースにしたボードゲームRPGである。一部の設定は本編と異なるものもある。他のアトリエシリーズのキャラクターもスキルカードになったり、期間限定イベントで登場している。

## 小説版
藤浪智之による小説版が、『ロロナのアトリエ 〜ロロナと偉大な錬金術士〜』（ロロナのアトリエ ロロナといだいなれんきんじゅつし）のタイトルで、みのり文庫（ハーヴェスト出版）より2010年1月25日に刊行された。全1冊。イラストは久方綜司。
ゲーム本編2年目における王国依頼6から王国依頼8までの期間を元にしつつ、ロロナとその仲間たちが劇中劇として「落ちこぼれの錬金術士の成長物語」を王国祭で演じるために練習を積むという小説版独自の出来事を描いており、「もし二年目の王国祭でこんなことがあったら」という着想からの外伝的な内容となっている。なお劇中劇の主人公が何者であるのかは「書くのは無粋」として明言されないものの、PSアーカイブスでリリースされている作品の登場人物とされ、挿絵のロロナは『マリーのアトリエ 〜ザールブルグの錬金術士〜』の主人公マリー（マルローネ）の扮装で舞台に立っており、劇中劇として『マリーのアトリエ』をなぞる内容や登場人物の特徴が具体的に描写され、ザールブルグにある地名への言及もされている。
小説では原作ゲームのゲームシステムを忠実に反映することが指向されており、アイテムの調合や日数経過、王国依頼、各種クエストといったゲーム内容が描写されている。探索に必用なアイテムをカゴに入れ忘れて日数を浪費してしまったり、フレンドクエストの期日を超過してしまったりといった、著者の藤浪がゲーム中に体験した失敗も盛り込まれた。ただし、ホムは男女2人組で登場する設定に変更されており、これは敢えて原作ゲームに反したものとなっている。

### 小説版あらすじ
初めての調合に一喜一憂したり、採取に出かけて青ぷにや緑ぷにに敗北したりしていた頃から1年。ロロナも腕を上げ、多少のドジを踏みつつも近くの森に大量発生した怪鳥ヴァルチャーを退治する王国依頼を達成し、それを苦々しく思う大臣メリオダスの思惑をよそに、ロロナのアトリエは2年目の運営に入っていた。しかしアトリエに対する人々の評価は上がっているものの錬金術に対する偏見は根強く、それを見かねたステルクの提案をきっかけに、ロロナとその仲間たちは人々に錬金術への理解を深めてもらおうと、12月の王国祭で錬金術を題材にした舞台劇を上演する計画を立てる。
師匠アストリッドが考案した脚本は、 かつてアストリッドが子供の頃のロロナに何度も聞かせていた、聞くたびに結末が変化する不思議な物語『〈偉大な錬金術士〉のアトリエ』（マリーのアトリエ）を原作とした翻案作品。最終的には錬金術を極めて「賢者の石」を作り上げたとも、竜や魔王を退治して冒険者として活躍したとも、課題を達成できずに教師に激怒されるバッドエンドを迎えたとも言われる、落ちこぼれの錬金術士の少女の成長物語である。ロロナはその錬金術士の少女（マリー）役を、ステルクは意地悪な優等生（クライス）役、クーデリアは健気な親友（シア）役、イクセルは頼れる戦士（ルーウェン）役、リオネラは南国の女剣士（ミュー）役、タントリスは盗賊の首領（シュワルベ）役、ティファナは女教師（イングリド）役、エスティは販売員（アウラ）役、ハゲルは武器屋の親父役、その他ホム男、ホム女、コオル、ホロホロ、アラーニャらは妖精さん役、パメラはナレーション……といった配役が決まり、劇の準備と練習が始められる。
ロロナとステルクは演技が得意ではなく、役作りに苦戦する。泡立つ水の採取のために水着を持って来たネーベル湖畔でアイディアを出し合ったり、匿名で劇の中止を要求するメリオダスからの脅迫状に恐怖したり、舞台演出に用いるアイテムを調合したり、王国依頼で王国祭に用いる大砲とたるの素材を準備したりしながら、ロロナは自分が演じる錬金術士（マリー）の偉大さに思いを馳せる。そんなある日、迂闊にもジオからのフレンドクエストの期日を破ってしまい自己嫌悪に陥っていたロロナは、ステルクが自分に対する陰口を言っている現場を見てしまう。更にアストリッドは脚本を最後まで完成させないまま旅に出てしまい、突き放されたと感じたロロナは落ち込む。しかし皆に励まされ支えられ、クエストの期日を守れるようスケジュールを練り直し、どうにか皆で作った脚本も完成して王国祭の日を迎えたロロナは、ステルクの陰口と思っていたものが、マリーを罵るクライス役の演技の練習であったと知って安堵する。
舞台の幕が上がると、調合に失敗して爆発する場面を爆弾で再現したり、うにを投げて戦闘シーンを再現したり、冬の採取地を表現するために舞台を凍らせたりといった演出は好評を博し、病気で倒れたシアのため、マリーが困難なエリキシル剤の調合を決意して採取地に向かう場面での熱演は観客を惹きつける。メリオダスによる妨害で本物の盗賊とゴロツキの乱入があるものの、タントリスの機転で劇は破綻せず、仲間たち総出演の殺陣でこれを退ける。アドリブで進行していく劇の中、物語の中のマリーに自分を重ねたロロナは、「みんなを幸せにしたい」という自分自身の願いを見いだす。劇中のマリーはエリキシル剤の調合を成功させ、物語は無事に大団円を迎える。劇の最後はアストリッドの最後の意向で「実はクライスはマリーのことが好き」であることを打ち明ける告白で締めくくられ、王国依頼でロロナが献上した大砲による祝砲や花火が華を添える。
最後に『〈偉大な錬金術士〉のアトリエ』の物語が、アストリッドがその師匠から聞かされていたもので、過去の錬金術士たちの物語が混ざり合ってマルチストーリー化したものであるという設定が明かされたり、その後日の様子などを描いたりしてから、アトリエの運営が3年目に入る場面で小説は終わる。

### 書誌情報（小説版）
- 藤浪智之（著）/株式会社ガスト（原作）、ハーヴェスト出版〈みのり文庫〉、『ロロナのアトリエ 〜ロロナと偉大な錬金術士〜』、2010年1月25日発行、ISBN 978-4-434-14023-5

## 関連書籍
Webコミック『ロロナのアトリエ 〜アーランドの錬金術士〜』
2009年9月11日より『ファミ通コミッククリア』で配信、全2巻。佐藤夕子が作画を担当。
漫画『ロロナのアトリエ わたしのたからもの』
『月刊コミックブレイド』2010年1月号より連載開始、全1巻。草野ほうきによるオリジナルストーリー作品。
科学読本『ロロナと覚える最新科学』
発行：コトブキヤ、発売：新紀元社、2009年9月28日刊行、ISBN 978-4-7753-0756-4
ロロナをナビゲーターに起用した最新の科学技術の解説書。当初は『マリーのアトリエ』のマリーをナビゲーターにする予定だったが、企画変更に伴いナビゲーターもマリーからロロナに変更となった。
『ロロナのアトリエ〜アーランドの錬金術士〜 アンソロジーコミック』
アンソロジーコミック集。エンターブレイン刊。2009年10月13日刊行。
『ロロナのアトリエ〜アーランドの錬金術士〜 コミックアンソロジー』
アンソロジーコミック集。一迅社刊。2010年1月5日刊行。
『ロロナのアトリエ 〜ロロナと偉大な錬金術士〜』
小説。「#小説版」の節を参照。
『アトリエ クエストボード ロロナと師匠と時空を超えた錬金術士たち』
小説。「アトリエ クエストボード」のノベライズ。『レベルアップノベルズ』（キルタイムコミュニケーション）刊行。著者は関宣盛、イラストは榎吉次郎。